# Bisztra község
Bisztra község (románul: Comuna Bistra) község Fehér megyében, Romániában. Központja Bisztra, beosztott falvai Aronești, Bălești, Bălești-Cătun, Bârlești, Cheleteni, Ciuldești, Crețești, Dâmbureni, Dealu Muntelui, Durăști, Gănești, Gârde, Hodișești, Hudricești, Lipaia, Lunca Largă, Lunca Merilor, Mihăiești, Nămaș, Novăcești, Perjești, Poiana, Poiu, Rătitiș, Runcuri, Sălăgești, Ștefanca, Tolăcești, Tomnatec, Trișorești, Țărănești, Vârși-Rontu, Vârșii Mari és Vârșii Mici.

## Fekvése
Fehér megye északnyugati részén helyezkedik el az Aranyos középső szakasza mentén, Tordától 84, Topánfalvától 5 kilométerre. Délkeleten a Torockói-havasok, délnyugaton az Erdélyi-érchegység, északkeleten a Gyalui-havasok fogják közre. A 35 hozzátartozó faluval együtt a területe 132 négyzetkilométer, amivel Románia legnagyobb területű községe. Szomszédai nyugaton és északnyugaton Topánfalva város, északon Kolozs megye, keleten Podsága és Nagylupsa községek, délen Verespatak község. A DN74-es főúton közelíthető meg.

## Népessége
1850-től a népesség alábbiak szerint alakult:
| Lakosok száma | 3140 | 3582 | 3618 | 4224 | 5044 | 5688 | 5361 | 5066 | 4540 | 4340 |
|               | 1850 | 1880 | 1900 | 1920 | 1941 | 1977 | 1992 | 2002 | 2011 | 2021 |

A 2011-es népszámlálás adatai alapján a község népessége 4540 fő volt, melynek 95,97%-a román. Vallási hovatartozás szempontjából a lakosság 96,15%-a ortodox.

## Nevezetességei
A község területéről a következő épületek szerepelnek a romániai műemlékek jegyzékében:
- a Torda–Abrudbánya kisvasút bisztrai szakasza (AB-II-m-B-20914.04)

Országos szinten védett terület a Molhaşurile Căpăţânei

## Híres emberek
- Bisztrán születtek Petru Pavel Aron (1709–1764) görögkatolikus püspök, egyházi író;[9] Vasile Ladislau Fodor (1814–1865) felkelőparancsnok Avram Iancu seregében;[10] Nicodim Ganea (1878–1949) zeneszerző.[10]